# جورج أندرسون (ممثل)
جورج أندرسون (بالإنجليزية: George Anderson)‏ هو ممثل أمريكي بدأ مسيرته الفنية سنة 1915. شارك في قرابة 74 فلما. من أعماله ماك جنتي العظيم. امتدت مسيرته الفنية لأكثر من 33 عاما. ظهر في مسرح برودواي في أغسطس 1907.

## روابط خارجية
- جورج أندرسون على موقع IMDb (الإنجليزية)
- جورج أندرسون على موقع تيرنر كلاسيك موفيز (الإنجليزية)
- جورج أندرسون على موقع أول موفي (الإنجليزية)
- جورج أندرسون على موقع قاعدة بيانات برودواي على الإنترنت (الإنجليزية)
- جورج أندرسون على موقع قاعدة بيانات الأفلام السويدية (السويدية)
- جورج أندرسون على موقع قاعدة بيانات الفيلم (الإنجليزية)
- جورج أندرسون على موقع كينوبويسك (الروسية)